# Бета Голубя
Бета Голубя (лат. β Columbae), HD 39425 — одиночная звезда в созвездии Голубя на расстоянии приблизительно 88 световых лет (около 27,1 парсек) от Солнца. Видимая звёздная величина звезды — +3,11m.
Традиционное имя звезды Везн (или Вазн, وزن «weight»), имеющее арабское происхождение.

## Характеристики
Бета Голубя — оранжевый гигант спектрального класса K0, или K1IIICN, или K2III. Масса — около 1,51 солнечной, радиус — около 10,859 солнечного, светимость — около 61,66 солнечной. Эффективная температура — около 4631 K.
Бета Голубя — старая звезда, находящаяся на заключительной стадии эволюции. Она примечательна своим большим собственным движением: по отношению к Солнцу она движется со скоростью в 100 км/с.

## Планетная система
В 2019 году учёными, анализирующими данные проектов Hipparcos и Gaia, у звезды обнаружена планета HIP 27628 b.